# Cora Stephan
Pour les articles homonymes, voir Stephan.
Cora Stephan est une femme de lettres de langue allemande. Elle est née le 7 avril 1951 à Strang près de Bad Rothenfelde (Allemagne). Elle est connue comme essayiste et depuis 1998 écrit des romans policiers sous le pseudonyme d'Anne Chaplet.

## Biographie
Cora Stephan grandit à Osnabruck (Allemagne). Elle termine ses études à Hambourg et Francfort en 1973. En 1976, après des études de sciences politiques, sciences économiques et histoire, elle passe son doctorat avec une thèse sur l'histoire de la social-démocratie allemande au XIXe siècle.
De 1976 à 1984 elle enseigne à l'Université Johann Wolfgang Goethe de Francfort (Allemagne). Elle travaille également comme éditrice, traductrice et journaliste à la radio, notamment de 1985 à 1987 pour le bureau de Bonn du magazine Der Spiegel. Depuis 1987 elle est auteur indépendant.
Aujourd'hui elle partage sa vie entre son domicile à Mücke près de Francfort (Allemagne) et Laurac-en-Vivarais (France).
Elle est lauréate du Deutscher Krimi Preis deux fois (en 2001 et en 2004) et du Krimipreis (Prix du roman policier) de Radio Bremen (en 2003).

## Œuvre

### Essais

#### Sous le nom de Cora Stephan
- Genossen, wir dürfen uns nicht von der Geduld hinreißen lassen!', Aus der Urgeschichte der Sozialdemokratie 1862-1878 (1977)
- Ausgewählte Reden und Schriften August Bebels in zwei Bänden (1981)
- Zwischen den Stühlen oder über die Unvereinbarkeit von Theorie und Praxis. Schriften Rudolf Hilferdings (1904-1940) (1982)
- Infrarot. Wider die Utopie des totalen Lebens (avec Matthias Horx et Albrecht Sellner, 1983)
- Ganz entspannt im Supermarkt. Liebe und Leben im ausgehenden 20. Jahrhundert (1985)
- Weiterhin unbeständig und kühl. Nachrichten über die Deutschen (1988)
- Wir Kollaborateure. Der Westen und die deutschen Vergangenheiten (1992)
- Der Betroffenheitskult. Eine politische Sittengeschichte (1994)
- Neue deutsche Etikette (1995)
- Das Handwerk des Krieges. Männer zwischen Mäßigung und Leidenschaft (1998)
- Angela Merkel, ein Irrtum (2011)

### Romans

#### Sous le nom de Cora Stephan
- Ab heute heiße ich Margo (2016)

#### Sous le pseudonyme d'Anne Chaplet
- Caruso singt nicht mehr (1998)
- Wasser zu Wein (1999)
- Nichts als die Wahrheit (2000)
- Die Fotografin (2002)
- Schneesterben (2003)
- Russisch Blut (2004)
- Sauberer Abgang (2006)
- Doppelte Schuld (suite de Russisch Blut, 2007)
- Schrei nach Stille (2008)
- Erleuchtung (2012)

#### Sous le pseudonyme de Sophie Winter
- Filou. Ein Kater sucht das Glück (2010)
- Filou. Ein Kater auf Abwegen (2012)
- Filou. Ein Kater rettet die Liebe (2013)

## Prix et distinctions notables
- Deutscher Krimi Preis (de), deuxième place en 2001 pour Nichts als die Wahrheit,
- Rodio-Bremen-Krimipreis (de) en 2003,
- Deutscher Krimi Preis (de), deuxième place en 2004 pour Schneesterben.